# کریس هارینگتون
کریس هارینگتون (انگلیسی: Chris Harrington; ۲۵ دسامبر ۱۸۹۶ – ۶ مهٔ ۱۹۷۸) بازیکن فوتبال اهل بریتانیا بود.
از باشگاه‌هایی که در آن بازی کرده‌است می‌توان به باشگاه فوتبال لیورپول، باشگاه فوتبال ساوتپورت، و باشگاه فوتبال کرو آلکساندرا اشاره کرد.